# Máquina síncrona
As máquinas síncronas são conversores eletromecânicos rotativos que operam em velocidade constante quando em regime permanente senoidal e são principalmente utilizadas para converter determinadas fontes de energia mecânica em energia elétrica. 
As principais características dessas máquinas consistem em:  
(i) a velocidade de operação, em regime permanente senoidal, ser proporcional à frequência da corrente de armadura, isto é,  
{\displaystyle \omega _{sm}={\dfrac {\omega _{e}}{\rho }}}, 
em que {\displaystyle \omega _{sm}} é a frequência angular do eixo mecânico, em radianos mecânicos por segundo; {\displaystyle \omega _{e}} é a frequência angular da tensão gerada na armadura, em radianos elétricos por segundo; e {\displaystyle \rho } é o número de pares polares; 
(ii) o rotor, bem como o campo magnético criado pela corrente contínua que flui pelo enrolamento de campo, rotacionar em sincronismo com o campo magnético girante produzido pelas correntes de armadura, resultando em conjugado constante. 

## Gerador Síncrono
Um dos tipos mais importantes de máquinas elétricas rotativas é o Gerador Síncrono, que é capaz de converter energia mecânica em elétrica quando operada como gerador e energia elétrica em mecânica quando operada como motor.
Os Geradores Síncronos são utilizados na grande maioria das Centrais Hidroelétricas e Termoelétricas.
O nome Síncrono se deve ao fato de esta máquina operar com uma velocidade de rotação constante sincronizada com a frequência da tensão elétrica alternada aplicada aos terminais da mesma, ou seja, devido ao movimento igual de rotação, entre o campo girante e o rotor é chamado de máquina síncrona (sincronismo entre campo do estator e rotor).

### Partes constituintes do Gerador Síncrono
RotorO rotor corresponde à parte girante da máquina e pode ser constituído por um conjunto de lâminas de um material ferromagnético envolto num enrolamento constituído de condutores de cobre designado como enrolamento de campo, cuja função é produzir um campo magnético constante, assim como no caso do gerador de corrente contínua, para interagir com o campo produzido pelo enrolamento do estator.
A tensão aplicada nesse enrolamento é contínua e a intensidade da corrente suportada é muito menor que aquela suportada pelo enrolamento do estator. Além disso, o rotor pode conter dois ou mais enrolamentos, sempre em número par e todos conectados em série. Cada enrolamento é responsável pela produção de um dos pólos do eletroímã.
Em algumas máquinas síncronas, o rotor pode ser constituído por um imã permanente em vez de um eletroímã, sendo denominada de máquina síncrona de imã permanente.
EstatorO estator corresponde à parte estática da máquina e é construído em volta do rotor, de forma que o mesmo possa girar no seu interior. O estator também é constituído por um pacote de lâminas de um material ferromagnético envolto num conjunto de enrolamentos distribuídos ao longo da sua circunferência e posicionados em ranhuras. Os enrolamentos do estator são alimentados por um sistema de tensões alternadas trifásicas.
Pelo estator circula toda a energia elétrica gerada, sendo que tanto a tensão quanto a corrente elétrica que circulam são bastante elevadas em relação ao campo(rotor), que tem como função apenas produzir um campo magnético para "excitar" a máquina de forma que seja possível a indução de tensões nos terminais dos enrolamentos do estator.
Comparemos, por exemplo, um gerador de grande porte no qual circulam 18kV e 6556A no estator contra 350V e 1464A no rotor.

### Princípio de funcionamento
Como gerador, a máquina ativa no sistema elétrico somente se houver uma fonte primária de energia mecânica em seu eixo.

#### Operação comoGerador Síncrono
Ao operar como gerador, a energia mecânica é fornecida à máquina pela aplicação de um torque e pela rotação do eixo/veio da mesma, a fonte de energia mecânica pode ser, por exemplo, uma turbina hidráulica, a gás ou a vapor. Uma vez estando o gerador ligado à rede elétrica, a tensão aos seus terminais é ditada pela frequência de rotação e pelo número de polos: a frequência da tensão trifásica da máquina.
Para que a máquina síncrona seja capaz de efetivamente converter a energia mecânica aplicada no seu eixo/veio, é necessário que o enrolamento de campo localizado no rotor da máquina seja alimentado por uma fonte de tensão contínua de forma que, ao girar, o campo magnético gerado pelos pólos do rotor tenham um movimento relativo aos condutores dos enrolamentos do estator.
Devido a esse movimento relativo entre o campo magnético dos polos do rotor, a intensidade do campo magnético que atravessa os enrolamentos do estator irá variar no tempo, e assim teremos, pela lei de Faraday, uma indução de tensões aos terminais dos enrolamentos do estator. Devido à distribuição e disposição espacial do conjunto de enrolamentos do estator, as tensões induzidas aos seus terminais serão alternadas sinusoidais trifásicas.
A corrente elétrica utilizada para alimentar o campo (enrolamento do rotor) é denominada corrente de excitação. Quando o gerador está a funcionar de forma isolada de um sistema elétrico (ou seja, o sistema estará sendo alimentado exclusivamente pelo gerador síncrono.) a forma de onda e a frequência da tensão deste sistema "ilhado" serão ditados pelo gerador e a excitação do campo irá controlar diretamente a tensão elétrica gerada. Quando o gerador está conectado a um sistema/rede elétrica que possui diversos geradores interligados, a excitação do campo irá controlar a potência reativa que a máquina vai entregar ao sistema podendo eventualmente controlar indiretamente a tensão local.

#### Operação como Motor Síncrono
Ao operar como Motor síncrono, a energia elétrica é fornecida à máquina pela aplicação de tensões alternadas trifásicas aos terminais dos enrolamentos do estator, além disso os enrolamentos de campo do rotor são alimentados por uma fonte de tensão contínua.
Como as tensões aplicadas aos enrolamentos do estator são alternadas e trifásicas, circulará nos mesmos um conjunto trifásico de correntes alternadas de mesma frequência que a tensão, essas correntes trifásicas produzirão campos magnéticos também alternados que variam no tempo.
Além disso, devido a disposição espacial dos enrolamentos no estator, esses campos magnéticos variantes no tempo também irão circular pelo estator, de forma que o campo magnético resultante irá rodar em torno da circunferência do estator com velocidade angular proporcional à frequência da tensão alternada aplicada nos enrolamentos. Este campo que circula em torno da circunferência do estator também é conhecido como campo girante.
Assim, quando um dos pólos do campo magnético constante no tempo gerado pelo enrolamento de campo do rotor interagir com o campo girante resultante do estator, tentará alinhar-se com o pólo de sinal oposto, e como o pólo do campo girante do estator está a girar, surgirá no rotor um binário de forças que gerarão um torque de forma que o rotor gire e mantenha os campos do enrolamento de campo do rotor e o campo girante do estator alinhados.
Com o surgimento do torque, o rotor girará seguindo o sentido e velocidade do campo girante do estator, logo, a velocidade angular do motor Síncrono estará sincronizada com a frequência da tensão alternada aplicada aos enrolamentos do estator.